# 最後14堂星期二的課
《最後14堂星期二的課》（英語：Tuesdays with Morrie），米奇·艾爾邦的回忆录，1997年出版舞台劇作品。

## 劇情
書中的老教授墨瑞·史瓦茲（Morrie Schwartz，港譯：慕理）罹患一種名叫「葛雷克氏症」（ALS）的病，跟著名物理學家霍金患的病相同。它會令患者肌肉由下至上逐漸萎縮，最後像靈魂被封印在軀殼內一般，全身都不能動，但神智卻非常清醒。
在教授墨瑞最後的三個多月裡，米奇（Mitch，港譯：明哲）每逢星期二便會到教授家去討論一些人生會遇到的困難及疑惑，包括死亡、愛情、婚姻、家庭等。主角更意會到自己一直所追求的名利其實並不如愛更可貴，並因此挽回一段將逝去的愛情。
台灣版的譯名為《最後14堂星期二的課》，而大陆和香港的譯名則為《相約星期二》。

## 評價
這本書自1997年推出後，即成為全球暢銷書籍，後來在香港還被選為「二〇〇一年度十本好書」之一，且有不少推行生命教育的學校，視之為理想教材和推薦讀物。

## 舞台劇
在香港，「中英劇團」的翻譯舞台劇版本《相約星期二》自2007-2008劇季開始公演，第一至六度公演，學生明哲一角由盧智燊擔任，第七度開始由陳國邦擔任，觀眾反應熱烈，幾年間已於北京、澳門、美國洛杉磯作巡迴演出。演出百場，感動逾十萬觀眾。《相約星期二》於2016年12月1至11日在香港理工大學賽馬會綜藝館演出第二十一度公演，由古天農導演、原定鍾景輝飾演慕理教授，惟因鍾景輝身體抱恙，需要充份休息，未能參與是次演出。最後由劇團藝術總監兼本劇導演古天農代替出演慕理教授一角。
《相約星期二》曾獲第十七屆香港舞台劇獎(2008)之最佳導演(悲劇/正劇) 、最佳男主角(悲劇/正劇)，以及十大最受歡迎劇目。
由台灣果陀劇場所改編之《最後14堂星期二的課》舞台劇，由楊世彭導演、金士傑飾演老教授莫瑞、卜學亮飾演米奇，自2011年起於台灣、大陸等地演出，廣受好評。